# خضر أباد (تركمان)
خضر أباد هي قرية في مقاطعة أرومية، إيران. يقدر عدد سكانها بـ 142 نسمة بحسب إحصاء 2016.